# IC 2915
IC 2915 је појединачна звијезда у сазвјежђу Лав која се налази на листи објеката дубоког неба у Индекс каталогу.
Деклинација објекта је + 14° 29' 4" а ректасцензија 11h 32m 15,8s.